# Arítjol
L'arítjol (Smilax aspera) és una planta enfiladissa de la família de les esmilacàcies, també coneguda com a aritja o arínjol.
No s'ha de confondre amb la sarsaparrella de l'oest (Smilax regelii o Smilax ornata), que s'utilitza com a base d'una beguda sense alcohol.

## Descripció
És una planta enfiladissa amb tija flexible i molt espinosa, d'1 a 15 metres de llargada, verda tot l'any i que s'enfila en altres plantes gràcies als circells que li surten de dos en dos a la base del pecíol. L'arítjol té les fulles esparses, coriàcies i lluents. No són gaire denses i fan entre 4 i 10 cm. Al marge del limbe i a l'anvers normalment hi té petites espines.
La tija és voluble, ja que es manté dempeus aferrada a alguna superfície gràcies als circells.
Floreix entre els mesos d'agost i novembre. Les flors són de color crema, amb el periant constituït per sis tèpals només soldats per la base i agrupades en raïms de 5 a 30. Hi ha flors masculines, amb sis estams, i flors femenines en peus diferents i formen inflorescències axials.

## Fruit
És una baia bastant esfèrica, d'uns 7 mm, que conté d'1 a 3 llavors i es presenta en forma de raïm. És de color vermellós o negra quan és madura. Si s'ingereix, és tòxica i provoca vòmits, diarrea i una forta disminució dels glòbuls vermells en la sang.

## Distribució i hàbitat
L'arítjol creix en zones de clima moderat i amb un cert grau d'humitat. Es troba principalment sota els arbres de fulla perenne dels boscos mediterranis, com les pinedes de pi blanc o els alzinars, i en garrigues i bardissars. També apareix a les parets o a prop d'arbustos a la vora dels camps de cultiu, protegit per l'ombra que produeixen.
És molt comú a tots els Països Catalans, excepte als Pirineus, on és rar. Prolifera sempre a la terra baixa, entre els 0 i els 1.000 m d'altitud.

## Cicle vital
La Smilax aspera és una planta de fulla perenne, per la qual cosa no és anual. Floreix entre els mesos d'agost i setembre, i les flors, color crema, estan constituïdes per sis tèpals només soldats per la base.
Es pot reproduir per al·logàmia: és un sistema de propagació sexual, també anomenat fecundació encreuada, que deixa garantida la variabilitat genètica i, per tant, les noves combinacions al·lèliques dintre de la mateixa espècie.
La difusió del pol·len d'aquesta planta es produeix per zoogàmia, és a dir, que és transportat de flor en flor gràcies a l'acció d'animals o insectes: el pol·len els queda enganxat als pèls, plomes, etc. En aquest cas, és més concretament per entomogàmia, ja que són els insectes els que transporten el pol·len i faciliten la fecundació.

## Etimologia
Arítjol, segons el DCVB, és d'etimologia desconeguda, si bé proposa per a la variant balear "aritja" una poc probable procedència del llatí *aridĭca, derivat d'arĭda, ‘seca’. El castellanisme sarsaparrella és un manlleu de l'espanyol zarzaparrilla, també passat al francès, compost de zarza, arç (de l'àrab saras, planta espinosa o, segons el DCVB, d'origen obscur, probablement preromà), i de parrilla, trilla, parra.

## Subespèciebalearica

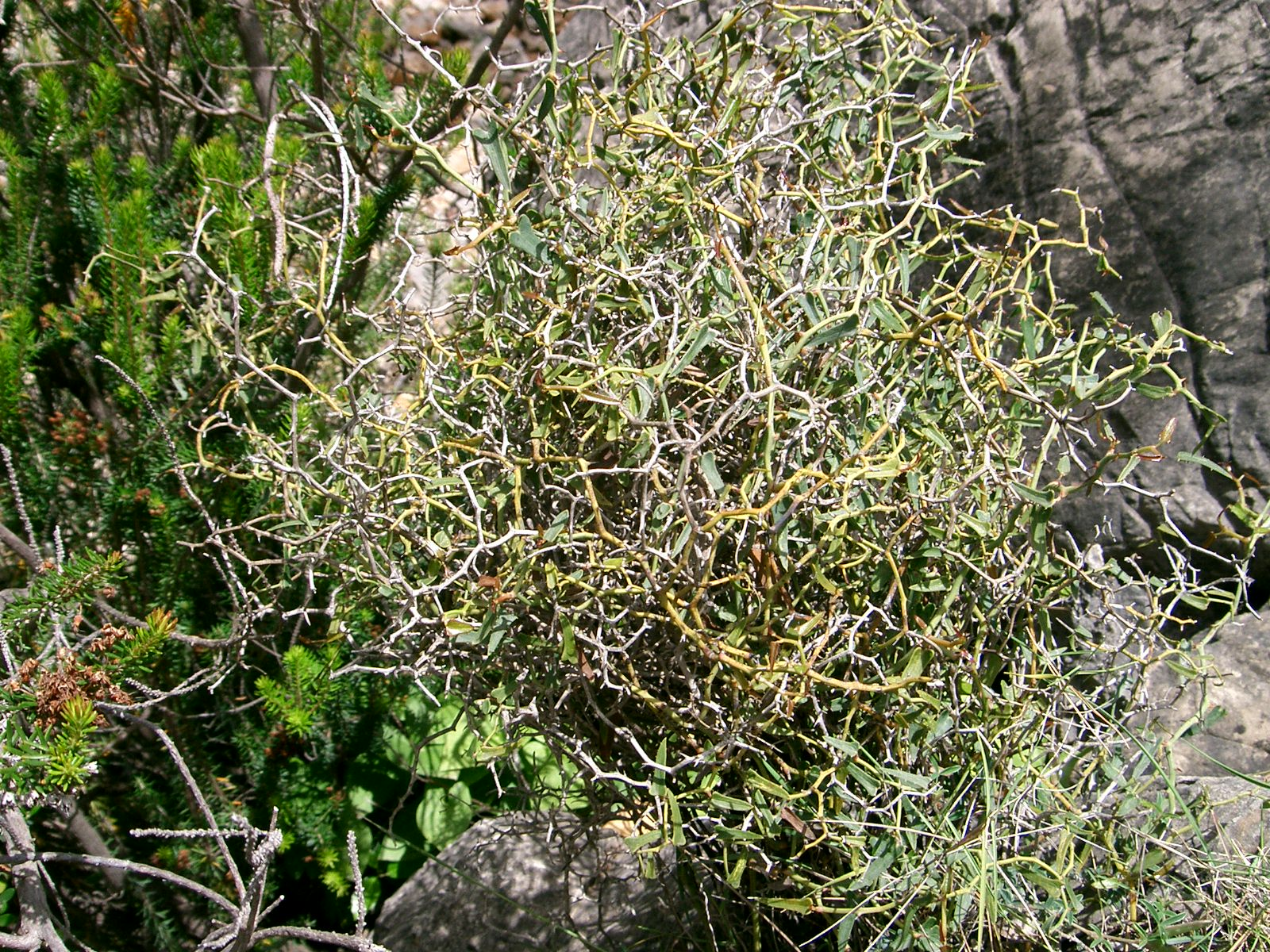
La subespècie balearica

Hi ha una subespècie endèmica de les illes Balears: l'aritja baleàrica o Smilax aspera balearica, que es diferencia pel fet de quasi no tenir fulles.

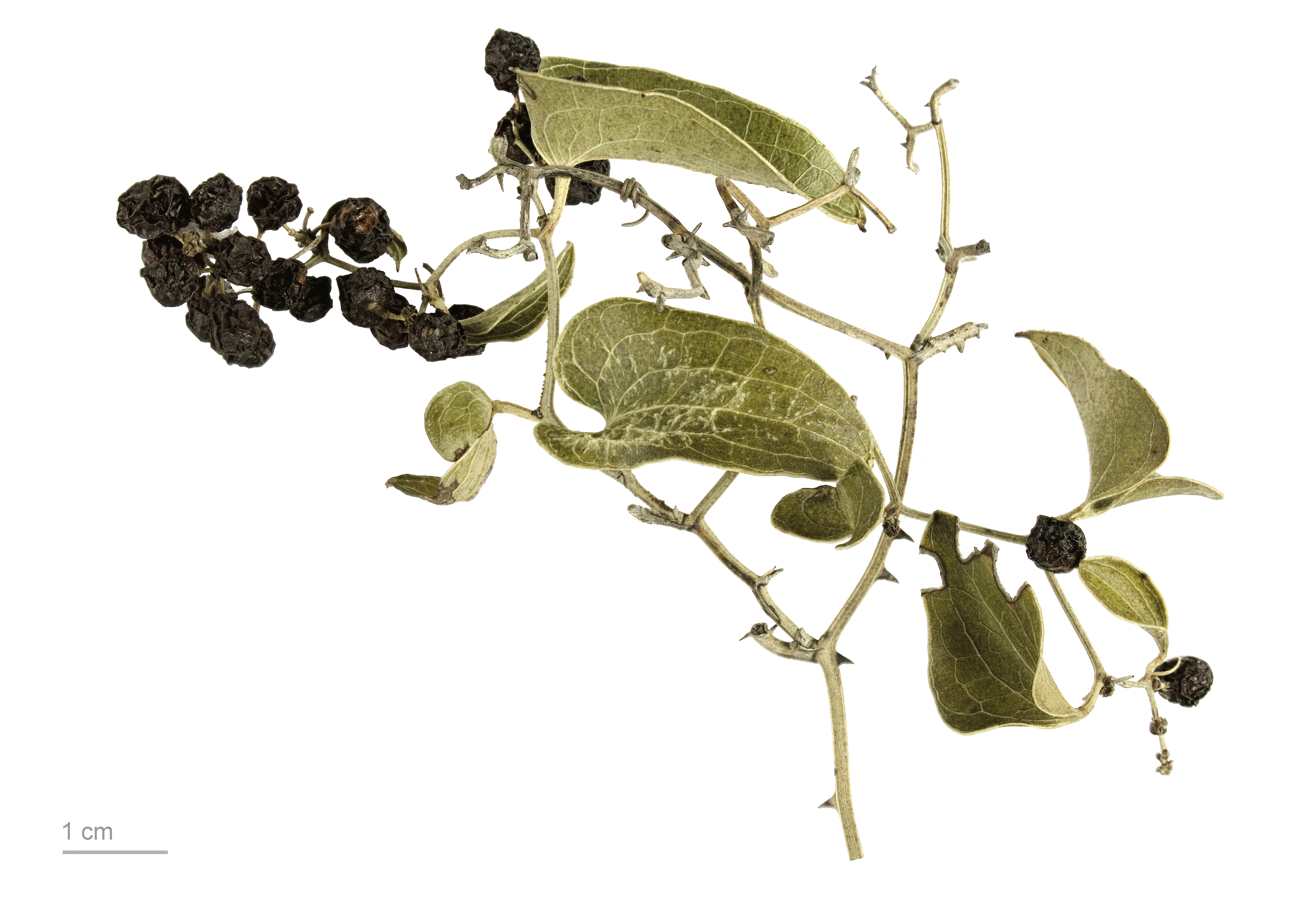
Smilax aspera

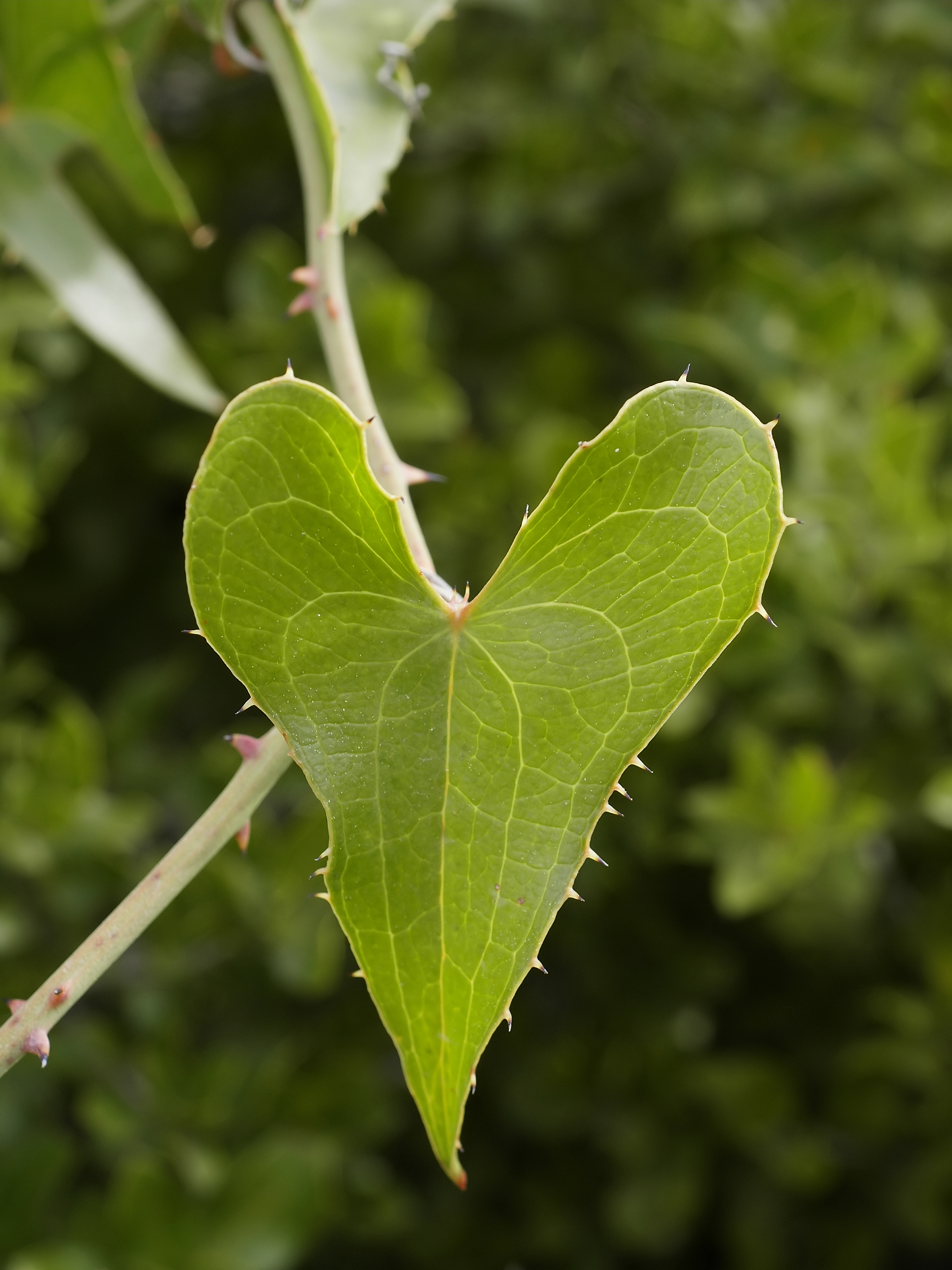
Fulla